# 面高俊宏
面高 俊宏（おもだか としひろ、1947年 - ）は、日本の天文学者。鹿児島県生まれ。理学博士。鹿児島大学名誉教授。おもな研究分野は宇宙電波天文学で、鹿児島県内の望遠鏡の運用をおこなった。

## 来歴・人物
1966年3月に鹿児島県立甲南高等学校を卒業した後、名古屋大学に進学し、1975年に名古屋大学大学院理学研究科物理学専攻博士課程を修了。1979年に杏林大学助手に就き、講師を経て、1983年に鹿児島大学教養部助教授に着任。1990年に教養部教授に昇格。1997年3月末をもって鹿児島大学の教養部が廃止されたため、合わせて改組された鹿児島大学理学部および大学院理学研究科（翌1998年に理工学研究科に改組）の教授となる。後に、特任教授、名誉教授。
その他、国立天文台客員教授や、鹿児島大学理学部長、鹿児島大学理事を歴任した。